# Deutschorden-Kaserne
Die Deutschorden-Kaserne in Bad Mergentheim war von 1957 bis 1993 ein Bundeswehrstandort im Main-Tauber-Kreis in Baden-Württemberg. Nach dem Kauf des Areals durch die Würth-Gruppe entstand im Rahmen einer Konversion der Firmensitz der Würth Industrie Service GmbH & Co. KG (WIS).

## Lage
Die ehemalige Kaserne liegt etwa zwei Kilometer westlich von Bad Mergentheim an der Landesstraße 2248.

## Geschichte

### Deutschmeister-Kaserne
Bereits im Jahre 1935 wurde in Bad Mergentheim eine Deutschmeister-Kaserne erbaut. Mit dem Ende des Zweiten Weltkriegs wurde diese als Lazarett genutzt und in der Folge als Krankenhaus umgebaut.

### Deutschorden-Kaserne

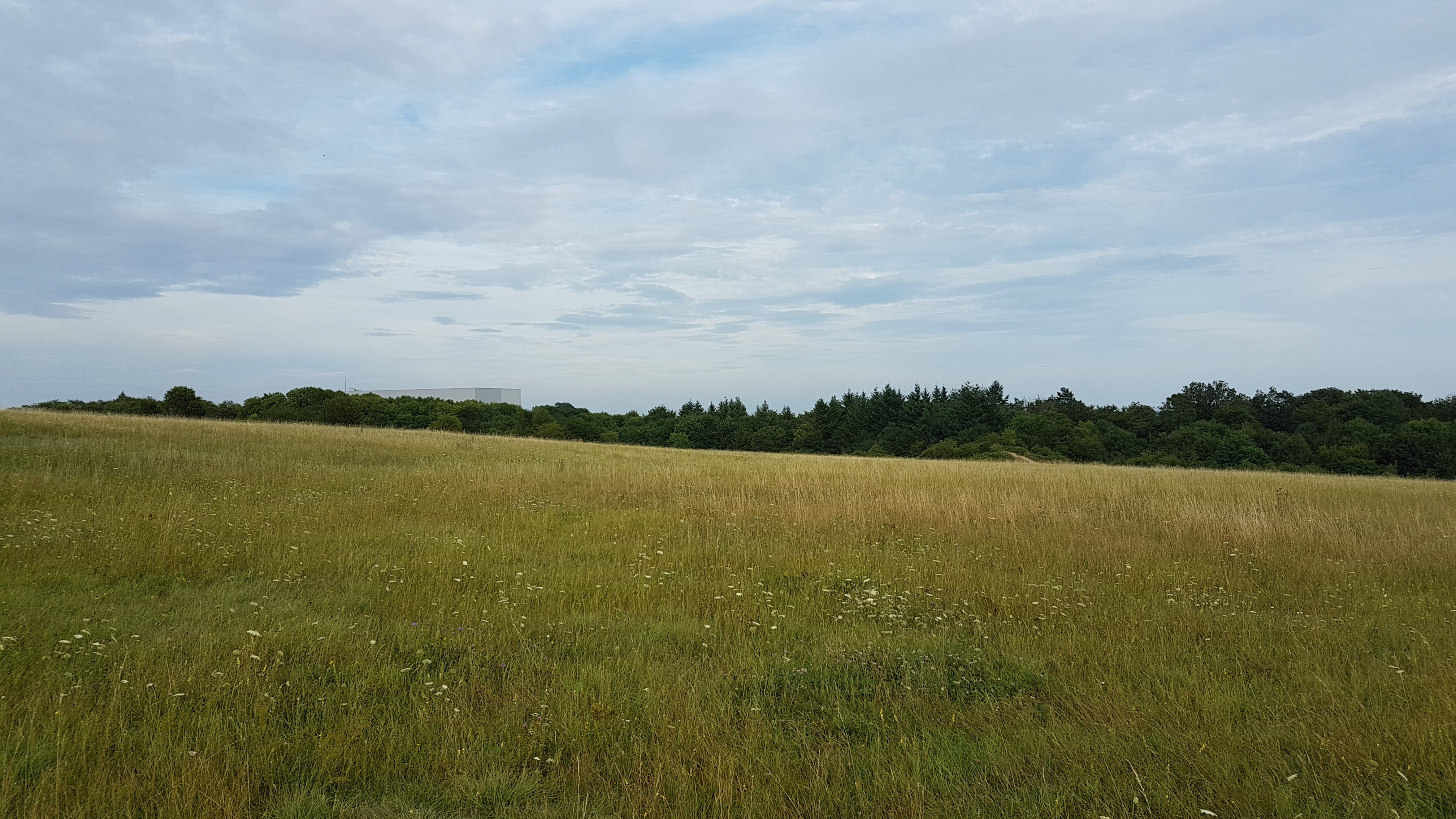
Truppenübungsplatz der ehemaligen Deutschorden-Kaserne auf dem Bad Mergentheimer Drillberg

In der Nachkriegszeit wurde dann zwischen 1957 und 1964 die Deutschorden-Kaserne an einem neuen Standort auf dem Bad Mergentheimer Drillberg errichtet. Der Bundeswehrstandort wurde 1993 aufgegeben.

### Konversion: Firmensitz von Würth Industrie Service
Nach dem Kauf des Areals durch die Würth-Gruppe entstand der Firmensitz der Würth Industrie Service, ein international tätiges Handelsunternehmen im Bereich Montage- und Befestigungstechnik sowie Logistikdienstleister. Seitdem schreitet die Konversion des ehemaligen Bundeswehrstandortes voran. Neben der Umnutzung bestehender Gebäude wurden neue Firmengebäude und Hochregallager errichtet.

## Name
Der Bundeswehrstandort erhielt den Namen Deutschorden-Kaserne, da Bad Mergentheim von 1526 bis 1809 Dienstsitz des Hochmeisters des Deutschen Ordens war. 